# Lyudmila Arzhannikova
Lyudmila Leonidova Arzhannikova (Dniprodzerzhynsk, 15 de março de 1958) é uma arqueira ucraniana, naturalizada holandesa medalhista olímpica.

## Carreira
Lyudmila Arzhannikova disputou Jogos Olímpicos de 1988 a 1996, em 1988 pela União Soviética, em 1992 pelo CEI e 1996 pela Holanda, ganhando a medalha de bronze por equipes em Seul 1988, pelo CEI. 